# Mezinárodní vědecká optická síť
Mezinárodní vědecká optická síť (International Scientific Optical Network) je mezinárodní soustava observatoří.
Pomocí jednoho z dalekohledů soustavy, umístěného poblíž ruského Kislovodsku, byla v září 2012 objevena kometa C/2012 S1.